# Пожажиці
Пожажиці (пол. Pożarzyce) — село в Польщі, у гміні Йорданув-Шльонський Вроцлавського повіту Нижньосілезького воєводства.
Населення — 106 осіб (2011).
У 1975-1998 роках село належало до Вроцлавського воєводства.

## Демографія
Демографічна структура станом на 31 березня 2011 року:
|          | Загалом | Допрацездатний вік | Працездатний вік | Постпрацездатний вік |
| -------- | ------- | ------------------ | ---------------- | -------------------- |
| Чоловіки | 52      | 13                 | 33               | 6                    |
| Жінки    | 54      | 13                 | 30               | 11                   |
| Разом    | 106     | 26                 | 63               | 17                   |